# Grewia cerocarpa
Grewia cerocarpa är en malvaväxtart som beskrevs av Arthur Wallis Exell och Mendonca. Grewia cerocarpa ingår i släktet Grewia och familjen malvaväxter. Inga underarter finns listade i Catalogue of Life.